# Taipei 101
El Taipei 101 es un rascacielos ubicado en Taipéi (Taiwán) que cuenta con 106 plantas (101 por encima del nivel del suelo y 5 subterráneas). Fue el edificio más alto del mundo entre 2003 y 2009. La aguja que corona sus 508 metros de altura lo convierte en el undécimo rascacielos más alto del mundo. También es uno de los rascacielos ecológicos más altos del mundo.
El edificio fue diseñado por el estudio de arquitectura C.Y. Lee & Partners Architects. La construcción principal fue realizada por KTRT Joint Venture, un consorcio liderado por la empresa japonesa Kumagai Gumi. Samsung C&T de Corea del Sur se encargó de los trabajos de interiorismo.
El Taipei 101 comenzó a tomar forma en 1999, siendo terminado en 2004. Su coste total ha sido estimado en aproximadamente 1760 millones de dólares. Los muros cortina de vidrio azul verdoso, característicos de Taipei 101, tienen doble acristalamiento para proporcionar protección contra el calor y la radiación ultravioleta. Así, los paneles de vidrio pueden bloquear el calor externo en un 50 por ciento.
El diseño del edificio está inspirado en elementos chinos, siendo construido de acuerdo con las enseñanzas del feng shui para proteger a sus inquilinos de las malas influencias. Al igual que otros edificios emblemáticos, al Taipei 101 le cambian a menudo su iluminación para festejar diferentes eventos. Su diseño conjuga motivos antiguos e ideas con técnicas y materiales modernos. Sus símbolos implican imágenes de optimismo y abundancia.

## Historia
La construcción Taipei 101 se inició en 1999 y se terminó aproximadamente en 5 años. Cinco obreros que trabajaban en la construcción murieron al desprenderse dos grúas del piso 56 debido a un terremoto de magnitud 6,8 que sacudió Taipéi el 31 de marzo de 2002.
La azotea del Taipei 101 fue completada el 1 de julio de 2003. En una ceremonia presidida por el alcalde Ma Ying-jeou, la cúspide se colocó el 17 de octubre de 2003, permitiendo así superar la altura de las Torres Petronas por 56 metros. La marca que no pudo sobrepasar fue la mayor altura desde el suelo hasta la cúspide (las antenas), pues esta siguió siendo ostentada por la Torre Sears con 527 metros hasta la inauguración del Burj Khalifa.
La sección de oficinas, con capacidad para albergar a 12 000 personas, fue inaugurada en noviembre de 2004, más de un año después del centro comercial, que comenzó a funcionar en octubre de 2003, tras completarse la estructura del edificio.
El Taipei 101 fue decorado con la célebre ecuación física E=mc² para conmemorar el Año mundial de la física 2005. Además el edificio se ha iluminado con motivos navideños y ha sido utilizado para lanzar en varias ocasiones los fuegos artificiales de año nuevo y festividades. En febrero de 2020 su fachada se iluminó en homenaje al personal médico que luchaba contra la epidemia de neumonía por el COVID-19.
El rascacielos ocupó el título de “más alto” del mundo desde 2003 hasta 2009. Sin embargo, otros nueve rascacielos lo habían superado desde entonces hasta 2019. A partir de los años 2010, la construcción de otros rascacielos sumados al Taipei 101, han elevado el horizonte la ciudad a otro nivel.

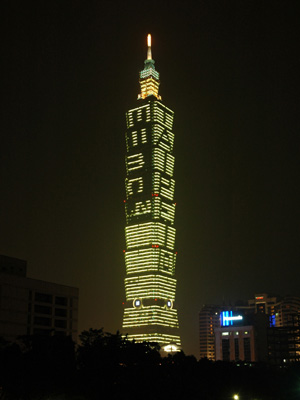
El Taipei 101 de noche con la famosa ecuación de Albert Einstein E=mc².

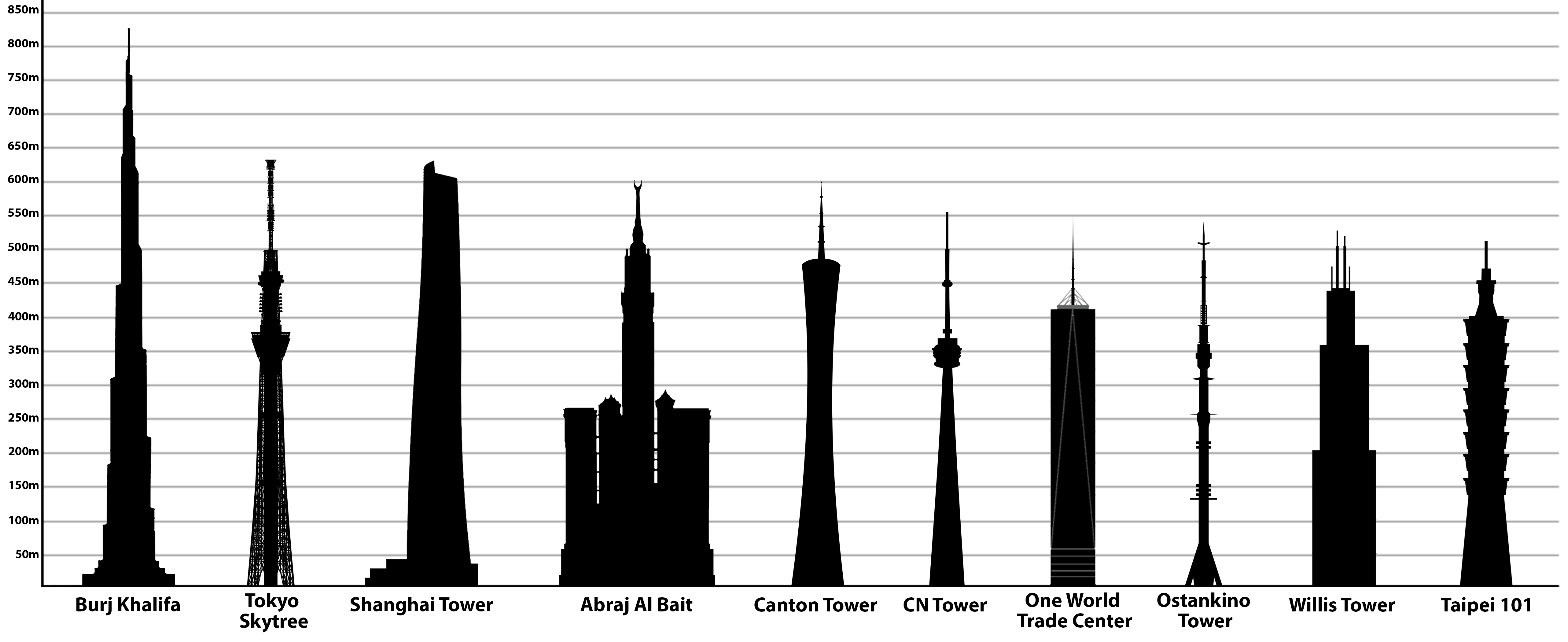
Diagrama del Taipei 101 y las estructuras más altas del mundo.

## Simbolismo

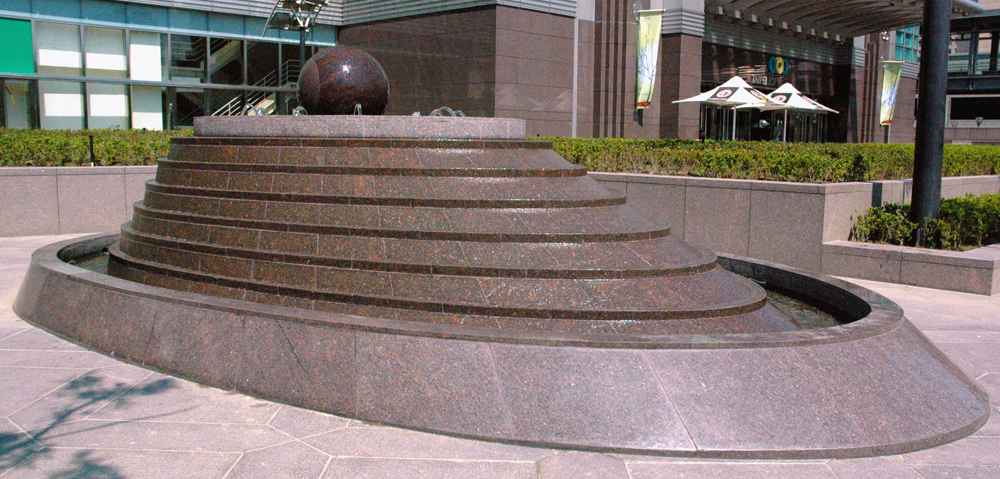
Fuente Feng Shui en la entrada del Taipei 101, Hsinyi Road.

El Taipei 101 utiliza el simbolismo del axis mundi, un centro del mundo donde la tierra se une con el cielo. Su altura de 101 pisos conmemora la renovación del tiempo: el nuevo siglo que llegó cuando las torres estaban en construcción (100+1). Simboliza los altos ideales derivados de ir uno más allá del 100, un número tradicionalmente asociado a la perfección. Representa la ubicación en la que el edificio se encuentra, 101 es el código postal del distrito internacional de negocios de Taipéi. El número también evoca el sistema binario utilizado en la tecnología digital.
La torre principal incluye una serie de ocho segmentos de ocho pisos cada uno. En la cultura china el número ocho se asocia con la prosperidad. En culturas que observan semanas de siete días el número ocho representa la renovación del tiempo (7+1). En la tecnología digital el número ocho se asocia con el byte, la unidad básica de información.
Los segmentos repetidos simultáneamente recuerdan el ritmo de una pagoda, un tallo de bambú (símbolo de la fortaleza eterna), y una pila de lingotes chinos utilizados en la antigüedad como dinero.
Las figuras curveadas ruyi aparecen en la estructura como ornamentos, sirviendo como un talismán que simboliza la buena fortuna en el folclore chino. Cada ornamento ruyi de la torre Taipei 101 tiene al menos 8 metros de alto. El techo curvo del centro comercial adjunto al edificio culmina en un colosal ruyi que da sombra a los transeúntes.
Por la noche el resplandor amarillo proyectado por el pináculo de la construcción, ayuda a representar que la torre es una antorcha libre encendida que da la bienvenida a los visitantes. Desde las 6:00 hasta las 10:00 de la tarde, las luces de la torre despliegan uno de los siete colores del espectro visible. El color coincide con el día de la semana. El ciclo a través de dicho espectro conecta a la torre con el simbolismo del arcoíris, tradicionalmente visto como un puente entre el cielo y la tierra.
En el parque adjunto al edificio se encuentra una conexión profunda con el tiempo, pues un reloj toma su energía únicamente de los aerogeneradores de la torre. La forma circular del reloj es un eco de la forma del mismo parque.

## Características
Cada una de las plantas del Taipei 101 cuenta con la plataforma de sistema de gestión energética para edificios de Siemens. Este sistema ha sido fundamental a la hora de obtener el certificado LEED-EBOM Platinum, un sello que reconoce el liderazgo de este rascacielos en eficiencia energética y diseño sostenible.
La plataforma aprovecha el Internet de las cosas para obtener datos del rascacielos, que luego se analizan. El sistema permite comprobar el consumo de energía, agua y calidad ambiental en tiempo real e identificar y resolver potenciales problemas.

### Edificación externa
El Taipei 101 tiene 101 plantas por encima del nivel del suelo (de ahí su nombre), y 5 plantas subterráneas.
El rascacielos ostentaba las siguientes marcas:
- Altura desde el suelo hasta la cúspide estructural: 508 metros (superó la marca que antes ostentaban las Torres Petronas con 452 metros).
- Altura desde el suelo hasta la azotea: 448 metros (superó la marca que antes ostentaba la Torre Sears con 443 metros).
- Altura desde el suelo hasta la última planta ocupable: 438 metros (superó la marca que antes ostentaba la Torre Sears con 413 metros).
- Velocidad del ascensor: 16,83 metros/segundo (o 1,01km/minuto) de Toshiba Kone. Es el ascensor más rápido del mundo.[24]

### Construcción
Según sus técnicos, puede soportar terremotos de hasta 7 grados en la escala de Richter y vientos fuertes. La importante capacidad de absorción de movimiento de masas en esta estructura, reside en un amortiguador de masa formado por una gran bola dorada de acero de 680 toneladas de peso compuesta de planchas metálicas en la planta 92 suspendida con tensores desde su parte alta y sujeta en su base con bombas hidráulicas, siendo el más grande y pesado del mundo. Cuando el edificio se mueve en una dirección el amortiguador lo impulsa en dirección contraria, absorbiendo la energía de movimiento, sirviendo de contrapeso mecánico de las vibraciones, limitándolas y estabilizando el edificio. Está dividido en 8 segmentos de 8 plantas, y es el único amortiguador que está a la vista del público.
Además ocho grandes columnas construidas en hormigón armado y acero, lo sujetan a la base y lo abrazan hasta la planta 26, mientras otras 32 columnas suben hasta la planta 62. Las esquinas chaflanadas disminuyen la fuerza del viento y una compleja estructura mallada de acero lo abraza, formando un cinturón que se estrecha en la parte baja del edificio y llega hasta la planta 34. 
El ascensor fabricado por la empresa Toshiba posee la plusmarca mundial de velocidad: en 37 segundos traslada a 30 personas desde el quinto piso hasta el 101. Posee un sistema de sellado hermético similar al de un avión para evitar molestias en los oídos a las personas que viajan en él.

## Riesgo sísmico
El Taipei 101 es tan grande que se piensa que su peso de 700 000 toneladas ha podido reabrir una antigua falla geológica que podría causar futuros terremotos. Sin embargo hay geólogos que dicen que esto no es cierto, el peso de tierra excavada, es igual al peso del Taipei 101, lo cual significa que no hubo un cambio en la fuerza ejercida a la falla.[cita requerida]
El Taipei 101 es junto con la Costanera Center Torre 2 y Titanium La Portada de Chile, Torre Latinoamericana, la Torre Mayor, Chapultepec Uno, Torre BBVA, Torre Reforma y Torre Ejecutiva Pemex de México, el U.S. Bank Tower, Wilshire Grand Center de Los Ángeles y el Salesforce Tower de San Francisco, entre otros, una de las estructuras que se ubica una zona de alto riesgo sísmico.

## Turismo
Las plataformas de observación del Taipei 101 se encuentran en los pisos 88 y 89, con una terraza al aire libre en el piso 91 abierta dependiendo de si hace buen tiempo.

## Sucesión
| Predecesor: Shin Kong Life Tower | Anexo:Edificios más altos de Taipéi 2003 - actualidad | Sucesor: Ninguno      |
| Predecesor: 85 Sky Tower         | Anexo:Edificios más altos de Taiwán 2003 - actulidad  | Sucesor: Ninguno      |
| Predecesor: Torres Petronas      | Anexo:Rascacielos más altos del mundo 2003 - 2009     | Sucesor: Burj Khalifa |